# Андреев, Вадим Юрьевич
Вади́м Ю́рьевич Андре́ев (при рождении — Фейгельман; род. 30 марта 1958, Москва, СССР) — советский и российский актёр театра, кино, телевидения и дубляжа, режиссёр дубляжа и диктор.

## Биография и карьера
Родился в Москве 30 марта 1958 года в простой семье. Отец, Юрий Абрамович Фейгельман, был инженером в проектном институте; мать, Надежда Ивановна Макарова, работала бухгалтером. Родители развелись в 1975 году.
Занимался в Театре юных москвичей, работавшем во Дворце пионеров на Ленинских горах. С 1975 года работал монтировщиком в Московском театре кукол, позже стал актёром.
Окончив в 1979 году ВГИК, работал на киностудии им. М. Горького. В 1979—1981 годах служил в армии в автомобильных войсках.
В кино дебютировал главными ролями в картинах кинорежиссёра Владимира Рогового «Баламут» в 1978 и «У матросов нет вопросов» в 1980 году.
Помимо съёмок, актёр принимал активное участие в озвучивании зарубежных фильмов и мультфильмов. С середины 1990-х по 2007 год также озвучивал рекламные ролики, а также много работал на студии «Варус-Видео».
В 2011 году принимал участие в четвёртом сезоне шоу «Танцы со звёздами» на украинском канале СТБ, выступал в паре с Галиной Пехой.
В мае 2018 года выступал в четвертьфинале Высшей лиги КВН в качестве приглашённой звезды вместе с коллегами по дубляжу: Владимиром Антоником, Ольгой Зубковой и Сергеем Балабановым.
Является алтарником в одном из подмосковных храмов. В ноябре 2016 года заявил, что его коллега, актёр Максим Щёголев, привёл его в православие и теперь они вместе являются служителями алтаря.
Жена (с 1977 года) — Галина Григорьевна Андреева, выпускница вечернего отделения пищевого вуза. Фамилию жены актёр взял при вступлении в брак по настоянию Татьяны Лиозновой и Владимира Рогового. Есть сын Андрей. В 2013 году родилась внучка Софья.

## Фильмография

### Роли в полнометражном кино
- 1978 — Баламут — Пётр Евдокимович Горохов («Баламут»), студент московского экономического вуза
- 1979 — С любовью пополам — Дроздецкий
- 1980 — У матросов нет вопросов — Саня (Александр Иванович) Фокин
- 1981 — Карнавал — Вадим Артурович, режиссёр самодеятельного театра
- 1981 — Охотник — Доброхотов
- 1981 — Шофёр на один рейс — Саня, зять Софьи Тишановой
- 1982 — Белый шаман — Журавлёв
- 1982 — Женатый холостяк — Сергей Сергеевич Антипов, помощник водителя автобуса
- 1982 — Инспектор Лосев — Толик, знакомый Вари Глотовой
- 1982 — Отцы и деды — Михаил, бульдозерист
- 1982 — Таможня
- 1983 — Утро без отметок — Алябин, отец Наташи
- 1984 — Костёр в белой ночи — Елфимов
- 1984 — Очень важная персона — молодой директор
- 1984 — Парашютисты — таксист
- 1984 — Солнце в кармане — папа Ани
- 1985 — Батальоны просят огня — рядовой Деревянко
- 1986 — Конец света с последующим симпозиумом — Майкл Трент, драматург
- 1986 — Конец операции «Резидент» — Виктор, поклонник Ольги Костровой
- 1986 — Вера — Владимир Юрьевич
- 1987 — Импровизация на тему биографии — Прошкин
- 1987 — Катенька — Евгений
- 1990 — Дети из отеля «Америка» — кинорежиссёр
- 1990 — Потерпевший — Шура Белов
- 1990 — Супермент — Горохов
- 1991 — Это я — дурочка
- 1991 — Заряженные смертью — беглый рецидивист «Хрящ» (Григорий Вадимович Федосеев)
- 1992 — Джой в Москве / Joy à Moscou
- 1992 — Женщина с цветами и шампанским — начальник зоны
- 1992 — Он своё получит — гангстер Борг
- 1992 — Чёрный квадрат — Артур Красниковский
- 1993 — Отряд «Д» — Константин
- 1993 — Твоя воля, Господи! — Шурик, доктор
- 1994 — Будулай, которого не ждут — Михаил Солдатов
- 1999 — Транзит для дьявола — Вилли Бернгард
- 1999 — Белый танец — Кирилл, сосед Алины
- 2000 — Новый год в ноябре — сотрудник ФСБ
- 2003 — Дневной представитель — Джонсон
- 2003 — Зачем тебе алиби? — Владимир Борисович
- 2005 — Стая — приятель Шорохова
- 2006 — Секретное оружие — Мирошников, генерал артиллерийских войск Красной армии
- 2006 — У. Е. — Степан Суховей
- 2006 — В плену времени — Флемминг
- 2006 — Настоящий Дед Мороз — капитан милиции
- 2007 — Застава — полковник Сычёв
- 2007 — Дом на набережной —
- 2008 — Второе дыхание — подполковник милиции
- 2008 — Песнь южных морей — Матвеев
- 2009 — В погоне за счастьем — Фёдор Алексеевич Зайцев
- 2009 — Снежный человек — Семёныч
- 2010 — Завтра начинается вчера — Орлов
- 2010 — Варенье из сакуры — председатель
- 2010 — Крыса — Михаил Викторович Исаев («Иса»)
- 2010 — Дочки-матери — Евгений Павлович Бородин, врач
- 2011 — Назад — к счастью, или Кто найдёт Синюю птицу — Джордж
- 2012 — Убить Дрозда — Даниил Исаевич Трёхдольский, генеральный директор агентства недвижимости «Сим-сим инвест»
- 2013 — Однажды и навсегда — Николай Павлович Черкасов, отец Маши
- 2013 — Самый длинный день — Злобин
- 2014 — Сын — отец
- 2014 — След тигра — Суржаев
- 2015 — Чёрный альпинист[эст.] (Эстония) — капитан Скворцов, начальник милиции
- 2015 — Любовь в розыске — Ильюшин, криминальный бизнесмен
- 2015 — Главный — Иосиф Виссарионович Сталин
- 2016 — Ставка на любовь — Борис Фёдорович Скворцов, отец Анны, полковник ДПС
- 2016 — Влюбить и обезвредить — Ильюшин
- 2016 — Верность — отец Аси
- 2016 — Ледокол — главный редактор
- 2016 — Золотой транзит — Борис Васильевич Астахов, золотопромышленник
- 2019 — Спасти Ленинград — Скворцов
- 2020 — Обсерватор (короткометражный) — Пётр
- 2021 — Белый снег — Пётр Васильевич
- 2021 — Чемпион мира — футбольный комментатор
- 2021 — Новичок (короткометражный)
- 2023 — Уволить Жору
- 2024 — Командир — дядя Коля, мастер на заводе

### Роли в телевизионных фильмах и телесериалах
- 1984 — ТАСС уполномочен заявить… — Дронов, лейтенант, оперуполномоченный КГБ СССР
- 1988 — Карл Маркс. Молодые годы — архивариус
- 1991 — Фитиль № 348. Группа захвата
- 1992 — Жрецы и алтари — капитан милиции
- 1993 — Завещание Сталина — полковник милиции
- 1999 — Очаровательные негодники
- 2002 — 2003 — Трое против всех — Николай Зайцев
- 2002 — Приключения мага (серия № 7 «Смертельная диета») — Венечка
- 2003 — Евлампия Романова. Следствие ведёт дилетант (фильм № 3 «Сволочь ненаглядная») — Лёша
- 2003 — Желанная — Рябчинский
- 2003 — Next 3 — Бабкин, мэр Акимовска
- 2003 — Кавалеры морской звезды — старший оперуполномоченный милиции
- 2003 — Люди и тени 2. Оптический обман — Изотов
- 2003 — Моя родня — начальник мамы
- 2003 — Сны о пятом времени года — человек в буфете
- 2003 — Ундина — Владимир Егоров / озвучивание содержания предыдущих серий
- 2003 — Чай, кофе, потанцуем... — отец Лены
- 2003 — Даша Васильева. Любительница частного сыска 3 (фильм № 9 «Спят усталые игрушки») — директор детского дома
- 2004 — Дети Арбата — Баулин
- 2004 — Ундина 2. На гребне волны — Владимир Егоров / озвучивание содержания предыдущих серий
- 2004 — Красная площадь — майор Жданов
- 2004 — Фитиль № 10 (тележурнал). Честный работник
- 2005 — Кармелита — Леонид Вячеславович Форс, адвокат, отец Светланы, криминальный «авторитет» по прозвищу «Удав» / озвучивание содержания предыдущих серий
- 2005 — КГБ в смокинге — Ремезов
- 2005 — Любовь моя — отец Веры
- 2005 — Неслужебное задание 2. Взрыв на рассвете — водитель грузовика
- 2005 — Персона нон грата
- 2005 — Студенты — отец Квакуши
- 2005 — Страсти по кино или господа киношники — Олег Витольдович
- 2005 — Тайная стража — Широков
- 2006—2007 — Кадетство — Павел Павлович Василюк, майор / подполковник, воспитатель третьего взвода
- 2006—2007 — Гонка за счастьем — Ефим Керн, спортивный комментатор, отец Юлии
- 2006 — Аэропорт 2 (серия № 14 «Десять процентов») — Васильев
- 2006 — Офицеры — «Аспид-2», советский военный лётчик в Сантильяно
- 2006 — Парижане — Владимир Павлович Седов, следователь, майор милиции
- 2006 — Псевдоним «Албанец» — Андрей Спиридонович Чечулин
- 2006 — Студенты 2 — отец Квакуши
- 2006 — Студенты International — отец Квакуши
- 2006 — Шпионские игры (фильм 6 «Без прикрытия») — Смирнов, генерал
- 2006 — Под ливнем пуль (серии № 1 «Секретное оружие» и № 2 «Дети генерала») — Мирошников, генерал артиллерийских войск Красной армии
- 2007 — Экстренный вызов — Степан Степаныч Ланской
- 2007—2009 — Повороты судьбы — Николай Николаевич, главный врач клиники
- 2007 — Гражданин начальник 3 — Пётр Иванович Сергеев, полковник
- 2007 — Я — сыщик (фильм № 5 «Три цвета страха») — Млечников
- 2007 — Хитровка — Александр
- 2008—2009 — Возьми меня с собой — Глеб Иванович, директор детского дома
- 2008—2010 — Ранетки — Андрей Новиков, милиционер, отец Леры
- 2008 — Разведчики. Война после войны — «Артист», главарь банды
- 2008 — Срочно в номер 2 (фильм № 11 «Икона») — Марков'
- 2009—2010 — Кремлёвские курсанты — Павел Павлович Василюк, подполковник, преподаватель по огневой подготовке в Московском Высшем Военном Командном Училище
- 2009 — Десантура — Митя, хозяин частного дома
- 2009 — Детективное агентство «Иван да Марья» (фильм № 8 «Дело о ласковом море») — Дмитриев
- 2009 — Дикий (серия № 5 «Фамильное гнездо») — Толстый
- 2009 — Платина 2 — Кротов
- 2009 — Колдовская любовь 2 — Лисицин
- 2009 — Предлагаемые обстоятельства (часть № 2 «Свадьба») — Сан Саныч
- 2009 — Сорок третий номер — Олаф Петри, начальник СИЗО
- 2009 — Хранитель — Андреев
- 2010—2012 — Ефросинья — Олег Кольцов, мэр города
- 2010 — В лесах и на горах — Тимофей Иванович Белоусов, купец из Ярославля
- 2010 — голоса — Дроздов
- 2010 — Если небо молчит — Ферзяев
- 2010 — Дом образцового содержания (1 и 2 серии) — администратор в ресторане
- 2010 — Застывшие депеши — Анатолий Фёдорович Сажин, полковник МУРа, друг Громова
- 2010 — Объявлен в розыск — Александр Потапов, генерал МВД, дядя Билецкого
- 2010 — Крыса — Михаил Викторович Исаев («Иса»)
- 2011 — Любовь и разлука — Иван Андреевич Трёхин, участковый уполномоченный милиции, муж Анны
- 2011 — Ворогайт
- 2011 — Пилот международных авиалиний — Николай Николаевич Гуров, директор авиакомпании
- 2011 — Русская наследница — Борис Щебетин, отец Кати и Даши
- 2011 — Одна за всех (скетч-шоу) — Степаныч, знакомый Зины
- 2011 — Товарищи полицейские (серия № 10 «Великий инквизитор») — Александр Васильевич Попов, подполковник полиции, начальник ОВД
- 2011 — Тонкая грань — Максим Владимирович Чирков, начальник следственного отдела
- 2012 — Второй убойный — Алексей Семёнович Витаев, подполковник полиции, начальник второго отдела уголовного розыска[2]
- 2012 — Профиль убийцы — Владислав Викторович Петров, профессор психологии, подполковник полиции
- 2012 — Гром — Иван Ильич Широков, хозяин конефермы
- 2012 — Красавица — Дмитрий Константинович Захаров
- 2012 — Мосгаз — Фёдор Григорьевич Саблин, полковник милиции, начальник майора Черкасова, бывший фронтовик
- 2012 — Порох и дробь — Олег Викентьевич Семёнов, подполковник в запасе, сотрудник Фонда ветеранов МВД
- 2012 — Уравнение любви — Евгений Степанович, начальник колонии-поселения, полковник
- 2012—2014 — Москва. Три вокзала — Григорий Александрович Сомов, полковник, начальник линейного отдела полиции[2]
- 2013 — Береговая охрана — Пётр Великанов, капитан первого ранга, командир базы
- 2013 — Морские дьяволы. Смерч. Судьбы — Игорь Константинович Архипов
- 2013 — Второй убойный 2 — Алексей Семёнович Витаев, подполковник полиции, начальник второго отдела уголовного розыска
- 2013 — Молодёжка — Фёдор Михайлович Самойлов, отец Яны, начальник ГИБДД
- 2013—2023 — Балабол — Николай Николавевич Грибанов («Николсон»), капитан полиции, коллега Балабина («Балабола»)
- 2013 — Анютино счастье — Игорь Юмашев, владелец фермы, отец Анны
- 2013 — Королева бандитов — Иван Григорьевич Валеев, отец Натальи
- 2013 — Осенняя мелодия любви — Михаил Иванович Ильин
- 2013—2014 — Женщины на грани — Николай Захарович Костин («Захарыч»), старший следователь прокуратуры
- 2014—2015 — Сватьи (с 11-й серии) — Спартак Фёдорович, шеф конкурентов, влюблён в Нину Семёновну
- 2014 — С чего начинается Родина — Иван Алексеевич Маргелов, начальник Второго главного управления КГБ СССР
- 2014 — Палач — Фёдор Григорьевич Саблин, полковник милиции, начальник майора Черкасова, бывший фронтовик
- 2014 — Кураж — Николай Трофимович, директор киностудии «Мосфильм» (прототип — Николай Трофимович Сизов)
- 2014 — Московская борзая — Константин Васильевич Леонидов, бизнесмен, муж пропавшей Марины Михайловны Леонидовой
- 2015—2023 — Я знаю твои секреты — Алексей Фёдорович Горюнов, полковник полиции
- 2015 — Другой майор Соколов — Владимир Игоревич Ладыгин, полковник полиции, начальник специального отдела Управления собственной безопасности МВД
- 2015 — Паук — Фёдор Григорьевич Саблин, полковник милиции, начальник МУРа
- 2015 — Профиль убийцы 2 — Владислав Викторович Петров, профессор психологии, подполковник полиции
- 2016 — Шакал — Фёдор Григорьевич Саблин, полковник милиции, начальник МУРа
- 2016 — Журналюги
- 2016 — Казаки — генерал
- 2016 — Выйти замуж за Пушкина — Виктор Иванович Клёпов, начальник службы безопасности Сазонова
- 2016 — Опекун — Бобров
- 2016 — Три королевы — Иван Павлович
- 2016 — Жизнь после жизни (Небеса подождут) — Юрий Владимирович Исаев, майор полиции, следователь
- 2017 — Куба (серии № 11, 12, 13) — Георгий Александрович Царёв, мэр города Среднереченска
- 2017 — Неизвестный — Сергей Сергеевич Литвинов, начальник Евгении Пичугиной, руководящей специальной группой «Бюро» при Следственном комитете
- 2017 — Волшебник — Илья Михайлович Столбов, олигарх
- 2017 — Майор Соколов. Игра без правил — Владимир Игоревич Ладыгин, полковник полиции, начальник специального отдела Управления собственной безопасности МВД
- 2018 — Этим пыльным летом — Иван Макарович Тимаков, отец Влада и Нины, таксист
- 2018 — Операция «Сатана» — Фёдор Григорьевич Саблин, генерал-майор милиции, начальник МУРа
- 2018 — Кривое зеркало — Сергей Сергеевич, физик, муж Веры Анатольевны, отец Дмитрия
- 2019 — Куба. Личное дело — Георгий Александрович Царёв, мэр города Среднереченска
- 2019 — Формула мести — Фёдор Григорьевич Саблин, генерал-майор милиции, начальник МУРа
- 2019 — Старая гвардия — Фёдор Анатольевич Бобрыкин, майор милиции в отставке, уполномоченный угрозыска, консультант спецгруппы по расследованию «висяков»
- 2020 — Паромщица — Роман Зимин
- 2020 — Катран — Фёдор Григорьевич Саблин, генерал-майор милиции, начальник ГУВД Москвы
- 2020 — Не в деньгах счастье 2 — Юрий Антонович Юдин, хозяин охранной фирмы
- 2020 — Чистосердечное призвание — Власов, подполковник полиции
- 2021 — Уроки жизни и вождения — Антон Иванович
- 2021 — Западня — Фёдор Григорьевич Саблин, генерал-майор милиции, начальник ГУВД Москвы
- 2021 — Тайны следствия 21 — Башмаков
- 2021 — Серебряный волк — Евгений Ильич Семёнов, генерал ФСБ
- 2021 — Несмотря ни на что
- 2021 — Гром среди ясного неба — Михаил
- 2021 — Аист на крыше — Илья
- 2022 — Порт — Артюшин
- 2023 — Из замкнутого круга — Тимофей
- 2023 — Кошка — Юрий Павлович
- 2023 — ГДР — Анатолий Эдуардович Покровский, дипломат
- 2023 — Земский доктор. Восемь лет спустя — Лев Борисович
- 2023 — Мосгаз. Последнее дело Черкасова — Фёдор Григорьевич Саблин, генерал-майор милиции, начальник ГУВД Москвы
- 2023 — Лихорадка — Олег Викторович Петрушин
- 2023 — Первокурсницы — Алексей Викторович Тулин
- 2023 — Настенька — Игорь Иванович Кривощёков, начальник СК
- 2023 — Сама виновата? — начальник Марка
- 2024 — Матрёшка — Вадим Морозов
- 2024 — Курьеры — мастер
- 2024 — Мосгаз. Метроном — Фёдор Григорьевич Саблин, генерал-майор милиции, начальник ГУВД Мосгорисполкома
- 2025 — Мосгаз. Розыгрыш — Фёдор Григорьевич Саблин, генерал-майор милиции, начальник МУРа
- 202? — Балабол 8 — Николай Николаевич Грибанов, начальник отдела

## Дубляж и закадровое озвучивание

### Фильмы

#### Брюс Уиллис
- 1997 — Шакал — Шакал[6] (дубляж объединения «Мосфильм-Мастер» по заказу компании «Ист-Вест», 1998)
- 1997 — Пятый элемент — Корбен Даллас (дубляж объединения «Мосфильм-мастер» по заказу компании «Амальгама», 2000)[7][8]
- 2000 — Девять ярдов — Джимми Тудески[9]
- 2004 — Девять ярдов 2 — Джимми Тудески[9]
- 2004 — Двенадцать друзей Оушена[10] — камео

#### Роберт Харди
- 2004 — Гарри Поттер и узник Азкабана — Корнелиус Фадж[8]
- 2005 — Гарри Поттер и Кубок огня — Корнелиус Фадж[8]
- 2007 — Гарри Поттер и Орден Феникса — Корнелиус Фадж[8]

#### Пьер Ришар
- 1978 — Побег — Жан-Филипп Дюрок[9]
- 1988 — Налево от лифта[11] — Ян (дубляж киностудии им. Горького)

#### Робин Уильямс
- 1991 — Капитан Крюк — Питер Беннинг / Питер Пэн[10]
- 1995 — Джуманджи — Алан Пэрриш[8]

#### Другие фильмы
- 1977 — Чудовище — помощник режиссёра с кинохлопушкой (Анри Атталь) (дубляж киностудии «Мосфильм», 1979)[9]
- 1977 — Звёздные войны. Эпизод IV: Новая надежда — Хан Соло (Харрисон Форд)[10] (дубляж киностудии им. Горького, 1990)
- 1979 — Иисус — Иисус Христос (Брайан Дикон[англ.])[9]
- 1981 — Индиана Джонс: В поисках утраченного ковчега — все мужские персонажи[10] (перевод для VHS, «Премьер-видео фильм»)
- 1984 — Охотники за привидениями[11] — Питер Венкман (Билл Мюррей)
- 1984 — Полицейская академия[7] — курсант Дуглас Фэклер (Брюс Малер)
- 1984 — Индиана Джонс и храм судьбы — все мужские персонажи[10] (перевод для VHS, «Премьер-видео фильм»)
- 1985, 1989, 1990 — Назад в будущее — все мужские персонажи[10] (НТВ, закадр.)
- 1987 — Сердце ангела — Гарри Энджел (Микки Рурк)[9]
- 1988 — Крепкий орешек[7] — все мужские персонажи[10] (перевод для VHS, «Премьер-видео фильм»)
- 1989 — Индиана Джонс и последний крестовый поход — все мужские персонажи[10] (перевод для VHS, «Премьер-видео фильм»)
- 1991 (СССР) — Курьер на восток — Дядя (исп. Артур Березин)
- 1992 — Бэтмен возвращается — Освальд Кобблпот / Пингвин (Дэнни Де Вито) (дубляж «Мост-Видео», 2000)[10]
- 1993 — Список Шиндлера — Полдек Пфефферберг (Джонатан Сегал)[10]
- 1994 — Побег из Шоушенка — половина мужских ролей[10] (закадр. перевод ТВ-3)
- 1997 — Достучаться до небес — Абдул (Мориц Бляйбтрой)[10]
- 2000 — Такси 2 — Даниэль Моралес (Сами Насери)[8]
- 2000 — Чокнутый профессор 2: Семья Клампов — Шерман Кламп / Бадди Лав / бабушка Кламп / мама Кламп / папа Кламп / Эрни Кламп / Лэнс Перкинс (Эдди Мерфи)[9]
- 2000 — Гринч — похититель Рождества — Гринч (Джим Керри)[12]
- 2000 — Мисс Конгениальность — Виктор Меллинг (Майкл Кейн)[9]
- 2001 — Гарри Поттер и философский камень — Мистер Олливандер (Джон Хёрт)[8] (дубляж объединения «Мосфильм-мастер» по заказу компании «Каро-премьер», 2002)
- 2001 — Властелин колец: Братство кольца[7] — Бильбо Бэггинс (Иэн Холм) (дубляж объединения «Мосфильм-мастер» по заказу компании «Каро-премьер», 2001)
- 2002 — Гарри Поттер и Тайная комната — Златопуст Локонс (Кеннет Брана)[8]

### Телесериалы
- 1984—1993 — Санта-Барбара[10][13]
- 1993—2002 — Секретные материалы (REN TV, несколько серий 1-го сезона) — мужские роли[10]

### Мультфильмы
- 1977 — Путешествия Гулливера (Великобритания) — мужские роли (МНВК-ТВ-6)[10]
- 2001 — Шрек — Осёл[14][15]
- 2004 — Шрек 2 — Осёл[16]
- 2007 — Шрек мороз, зелёный нос — Осёл[17]
- 2010 — Шрек навсегда — Осёл[2]

### Мультсериалы
- 1986 — Блаффины — все мужские персонажи[10]
- 1987—1996 — Черепашки-ниндзя[18] — Микеланджело, Крэнг (в 42 серии), Вернон (в 40 серии), Бёрн Томсон (7-16 серии 4 сезона), Барни Стокмен (в серии «Рафаэль смешит народ»), Доктор Полидориус (в серии «Бунтарь без плавников»), Профессор Софо (в серии «Диплом Донателло»), читает название серий, титры и название сериала (классические/старые серии: 1-й сезон («Приключения начинаются», 1987), 4-й сезон (1990), 5-й сезон (1991, кроме некоторых серий) и дополнительный мини-сезон «Путешествие в Европу» (только серии 1992 года) — (первый состав дубляжа: Корпорация «Видеофильм», студия «Дубль» по заказу телеканала «2×2», 68 серий)
- 1988—1989 — Полицейская академия — все мужские персонажи (НТВ)[10]
- 1989—1991 — Ведьма Салли — все мужские персонажи[10]
- 1989—1990 — Симпсоны — все мужские роли (REN TV, несколько серий 1-го сезона)[7][10]
- 1991—1992 — Чёрный Плащ[7] — Элмо Искромёт / Мегавольт, Бад Потоп / Ликвигад (за исключением серии ''Приключение и наказание''), доктор Слизень (в серии «Безопасность превыше всего») (дубляж студии «Нота» и фирмы «СВ-Дубль» по заказу РТР, 1992—1994)
- 1992—1997 — Сейлор Мун — все мужские персонажи — 1-3 сезоны (в озвучивании 2х2—Телемаркет)[10]

### Компьютерные игры
- 1996 — Heroes of Might and Magic II — Рассказчик, Роланд, Арчибальд[10]
- 1999 — Heroes of Might and Magic III — Рассказчик, Роланд, Йог, Крэг Хак, Дракон[10]
- 2002 — Крутой Сэм: Второе пришествие[10] — Кротимовцы
- 2005 — Шрек 2 — Осёл[10]

## Озвучивание

### Телепередачи
- 1997—1998 — Вовремя (РТР) — разные персонажи

### Мультфильмы и мультсериалы
- 1993 — Прекрасная Маргарет и Черри-Флей — старпом / читает текст
- 2003 — Дятлоws — эпизодические персонажи